# Гнезно (гмина)
Гнезно (пол. Gniezno) — сельская гмина (волость) в Польше, входит как административная единица в Гнезненский повет, Великопольское воеводство. Население — 8903 человека (на 2008 год).

## Сельские округа
1. Брацишево
2. Вежбичаны
3. Велница
4. Воля-Скоженцка
5. Ганина
6. Гослиново
7. Дальки
8. Дембувец
9. Здзехова
10. Калина
11. Кшищево
12. Лабишинек
13. Любохня
14. Люльково
15. Мнихово
16. Модлишевко
17. Модлишево
18. Мончники
19. Наполеоново
20. Обора
21. Обурка
22. Осинец
23. Пекары
24. Пыщын
25. Пыщынек
26. Скерешево
27. Стшижево-Косцельне
28. Стшижево-Пачкове
29. Стшижево-Смыкове
30. Щытники-Духовне
31. Янково-Дольне

## Соседние гмины
1. Гмина Витково
2. Гмина Клецко
3. Гмина Лубово
4. Гмина Мелешин
5. Гмина Неханово
6. Гмина Рогово
7. Гмина Тшемешно
8. Гмина Чернеево
9. Гнезно